# Buffalo buffalo Buffalo buffalo buffalo buffalo Buffalo buffalo

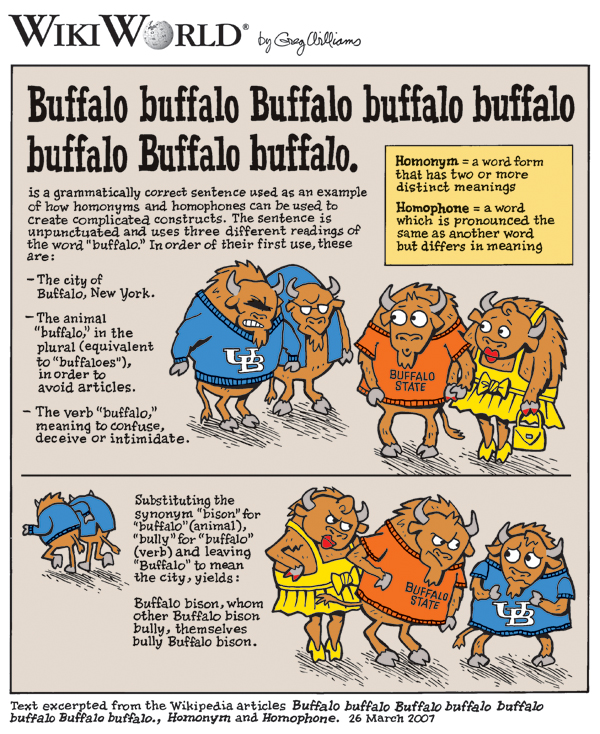
Роз’яснення змісту у вигляді коміксу.

«Buffalo buffalo Buffalo buffalo buffalo buffalo Buffalo buffalo» (укр. «Бізони з Буффало, яких залякують [інші] бізони з Буффало, залякують [інших] бізонів з Буффало») — граматично коректне, але важке для розуміння речення англійською мовою, використовуване для демонстрації можливості утворення складних конструкцій омонімами та омофонами. Також це речення є прикладом антанаклази.
| PN | власна назва                     |
| N  | іменник                          |
| V  | дієслово                         |
| NP | іменна група                     |
| RC | підрядна група (відносна клауза) |
| VP | дієслівна група                  |
| S  | речення                          |

## Історія
У літературі речення обговорюється з 1972 року, коли його вперше використав професор Університету Буффало Вільям Рапапорт.
1992 року В. Рапапорт згадав речення у обговоренні на мовознавчому ресурсі «The Linguist List».

## Інтерпретація
Речення складається з восьми однакових за вимовою слів у трьох значеннях (два омоніми та один омофон) та не містить розділових знаків.
Слово buffalo у вислові вжито у значеннях:
- прикметник (П) англ. Buffalo «буффальський» від назви міста Буффало (штат Нью-Йорк).
- іменник (І) англ. buffalo «бізони», «буйволи»[3] вжито у формі множини, яка може збігатися з одниною[4]
- рідковживане дієслово (Д) англ. buffalo «спантеличувати»[3], «залякувати»[4].

З позначенням частин мови та відокремленим комами підрядним речення має вигляд:
BuffaloП buffaloІ, BuffaloП buffaloІ buffaloД, buffaloД BuffaloП buffaloІ.
Зміст речення яснішає, якщо замінити омоніми та омофони їхніми синонімами:
Buffalo bison Buffalo bison bully bully Buffalo bison.

## Речення аналогічної структури
Формально англомовне речення, що складається з будь-якої кількості слів buffalo можна інтерпретувати як граматично коректне, починаючи з однослівного («Buffalo!», «лякай!»).
Подібні за синтаксичною структурою англійські речення, але без означень, можна скласти з будь-яких омонімічних іменника та перехідного дієслова, якщо форма множини іменника збігається з дієсловом, наприклад, dice, fish, right, smelt, для складення структурно тотожного речення також потрібен омонімічний прикметник, похідний від іншого омонімічного іменника, інакше складене таким чином речення буде граматично правильне, але безглузде, наприклад: Fish fish fish fish fish fish fish fish. («Рибні риби, яких рибні риби ловлять, ловлять рибних риб.»)
Тотожне за структурою речення можна скласти зі слова police (у значеннях «поліція», «патрулювати», «місто Полиці»), однак на відміну від «Buffalo buffalo...» вимова всіх слів у реченні «Police police Police police police police Police police.» не буде однаковою, бо пол. Police не є омофоном англ. police, а є його омографом і вимовляється в англійській так само як в польській — Полі́це.

## У інших мовах
Також див. приклади в статті Антанаклаза
Інший відомий приклад з англійської мови:
- James while John had had had had had had had had had had had a better effect on the teacher.

Подібний приклад граматично коректного, але важкого для розуміння речення українською мовою:
- Косий з косою косою косою косою косив. («Косоокий з навскісною чуприною кривою косою косив».)

У норвезькій та шведській мовах є речення, що являє собою повторення однакового складу:
- Bar barbar-bar-barbar bar bar barbar-bar-barbar («Голий варвар з бару для варварів ніс голого варвара з бару для варварів».)

У німецькій мові: 
- In Essen Essen essen («їсти їжу у місті Ессен»).

Скоромовки:
- Wenn Grillen Grillen grillen, grillen Grillen Grillen. (Коли цвіркуни смажать на вогні цвіркунів, смажать цвіркуни цвіркунів.)
- Als hinter Fliegen Fliegen fliegen, fliegen Fliegen Fliegen nach. (Як мухи летять за мухами, тоді летять мухи мухам услід.)